# Natalja Poklonská
Natalja Vladimirovna Poklonská (rusky Наталья Владимировна Поклонская, ukrajinsky Наталія Володимирівна Поклонська, * 18. března 1980 Mychajlivka) je rusko-ukrajinská právnička, politička a diplomatka, bývalá poslankyně Státní dumy, bývalá vrchní státní zástupkyně republiky Krym, jedna z osobností krymské krize a státní rada 3. třídy. 
V roce 2015 byla ve věku 35 let nejmladší ženou s generálskou hodností v ruské historii. Magazín Forbes ji zařadil na šestnácté místo v seznamu nejnadějnějších ruských politiků a v roce 2018 byla zvažována jako možná nástupkyně Vladimira Putina v úřadu prezidenta Ruské federace. Ten však ve funkci setrval a plánuje v ní zůstat až do roku 2036. Její popularita v Rusku opadla v návaznosti na ruskou invazi na Ukrajinu, kterou z pozice náměstkyně ředitele agentury Rossotrudničestvo, zabývající se záležitostmi Společenství nezávislých států, odsoudila a označila za katastrofu, což vedlo k vydání prezidentského dekretu, který ji z vedení agentury odstranil. V současné době působí jako poradkyně ruského nejvyššího státního zastupitelství.
Jako významnou představitelku proruského separatismu ji ukrajinské úřady stíhají pro podezření ze spiknutí proti ústavnímu pořádku a na svůj sankční seznam ji v souvislosti s jejím přispěním k rusko-ukrajinské válce zařadila Evropská unie, Spojené státy, Kanada, Austrálie a Japonsko. Poklonská je obviněna z toho, že se aktivně zapojila do podrývání územní celistvosti, svrchovanosti a nezávislosti Ukrajiny, čímž přispívala k destabilizaci země. Kromě zmiňovaných obvinění je jí vyčítána také perzekuce Ukrajinců a Krymských Tatarů.

## Kariéra
Poklonská vystudovala pobočku Charkovské univerzity ministerstva vnitra v Jevpatoriji v roce 2002. Po absolvované právní praxi byla zaměstnána na státním zastupitelství v Simferopolu na úseku boje proti organizovanému zločinu. V roce 2011 byla přeložena na nejvyšší státní zastupitelství v Kyjevě na pozici vedoucího státního zástupce, v roce 2012 byla přiřazena k odvolacímu soudu pro Krym. Mezi lety 2012 a 2014 pak působila na ukrajinském ministerstvu vnitra. Na tuto pozici rezignovala z důvodu nesouhlasu s protisystémovými protesty na Euromajdanu. Poklonská výrazně vystupovala proti protestujícím a vždy se řadila spíše k prorusky smýšlejícímu obyvatelstvu země.
V průběhu krymské krize byla Poklonská jmenována vrchní státní zástupkyní Autonomní republiky Krym poté, co údajně čtyři její předchůdci tuto pozici odmítli. V této pozici jasně projevila svou proruskou pozici, kdy změnu režimu v důsledku opozičních protestů označila za protiústavní a nové vedení země označila za "ďábly povstané z popela." Poté, co Krym de facto přešel pod správu Ruské federace, byla vytvořena nová pozice výkonného státního zástupce republiky Krym. 25. března 2014 pak Jurij Čajka do této pozice Poklonskou jmenoval. 26. března 2014 bylo zahájeno její trestní stíhání. 2. května 2014 ji pak ruský prezident Vladimir Putin jmenoval do úřadu vrchní státní zástupkyně republiky Krym. 
V březnu 2015 byla zvolena hlavou Společnosti japonsko-ruského přátelství. Dne 11. června 2015 jí prezident Vladimir Putin udělil hodnost skutečného státního rady třetí třídy, která je na úrovni generálmajora. Dne 27. září 2016 rezignovala na pozici vrchní státní zástupkyně díky úspěchu v parlamentních volbách a oficiálně se stala poslankyní dolní komory Federálního shromáždění Ruské federace. V roce 2021 se rozhodla do zákonodárného sboru znovu nekandidovat.

## Osobní život
Narodila se 18. března 1980 v Luhanské oblasti na východě USSR, ovšem již v dětství se s rodiči přestěhovala na Krym. Je podruhé vdaná, z prvního manželství má dceru Anastázii. Oba rodiče jsou v důchodu, tři ze čtyř prarodičů zemřeli během druhé světové války. V roce 2011 částečně ochrnula jako výsledek násilného útoku v Jaltě, jehož obětí se stala kvůli své roli žalobkyně v případu ukrajinského mafiána Ruvima Aronova. 
Politickým smýšlením je monarchistka a má za to, že abdikace ruského cara Mikuláše II. v roce 1917 byla právně neplatná. Opakovaně se v letech 2019 a 2020 vyjádřila na podporu ukrajinského politika Volodymyra Zelenského proti Petru Porošenkovi. Zelenského označila za prezidenta, pro kterého by byla ochotná hlasovat s vírou, že na východní Ukrajinu přinese mír. Dlouhodobě také kritizuje odkaz komunistických politiků jako je Vladimír Lenin. Toho také označila za "zvrhlíka" a "mravního idiota", jehož tělo nepatří do centra hlavního města. V návaznosti na útok v Krasnogorsku se stala proponentkou znovuzavedení trestu smrti.

### Náboženský aktivismus
Je hluboce věřící členkou pravoslavné církve, přičemž figuruje jako vůdčí osobnost a hlava radikálního carského kultu, který je nazýván "wahhábismem pravoslavné církve" nebo také "pravoslavným Tálibánem". Od tohoto učení se distancovalo vedení církve, včetně ruského patriarchy Kirilla. Udržovala blízké vztahy s radikálním Sredněuralským mnichem a kazatelem Nikolajem Romanovem, který byl některými ruskými médii označován za "zpovědníka Poklonské". Tento vztah Poklonská opakovaně popřela se slovy, že nemá duchovního otce. Antisemita a anti-vaxxer Romanov byl v roce 2020 exkomunikován z pravoslavné církve. V roce 2024 v ukrajinských školách prezentovala svůj etnografický výzkum kulturních tradic a oslavila Velesovu noc, slovanskou obdobu keltského svátku Samhain. To vyvolalo odpor církve a patriarcha Kirill v návaznosti zkritizoval "pokusy vštípit novopohanské sympatie do vzdělávacího prostoru."

### Trestní stíhaní
Dne 7. prosince 2021 povolil kyjevský odvolací soud příkaz k zadržení Poklonské v případu velezrady, aby se mohla zúčastnit projednávání návrhu na předběžné opatření ve formě vazby. Bylo oznámeno, že je podezřelá ze spáchání trestných činů Akce směřující k násilné změně nebo svržení ústavního zřízení nebo uchvácení státní moci, Zásah do územní celistvosti a nedotknutelnosti Ukrajiny, Vlastizrady a Vytvoření, vedení a účasti ve zločinném spolčení nebo zločinecké organizaci. Poklonská se dlouhodobě obviněním brání, včetně stížností k ukrajinskému ústavnímu soudu a žalobě k Evropskému soudu pro lidská práva. Nad rámec toho ji vrchní státní zástupce okupované Autonomní republiky Krym obvinil z válečných zločinů a zločinů proti lidskosti kvůli perzekvování tatarského obyvatelstva po ruské anexi Krymu. Perzekuci důrazně kritizoval také generální tajemník Rady Evropy Thorbjørn Jagland. 

## Popularita

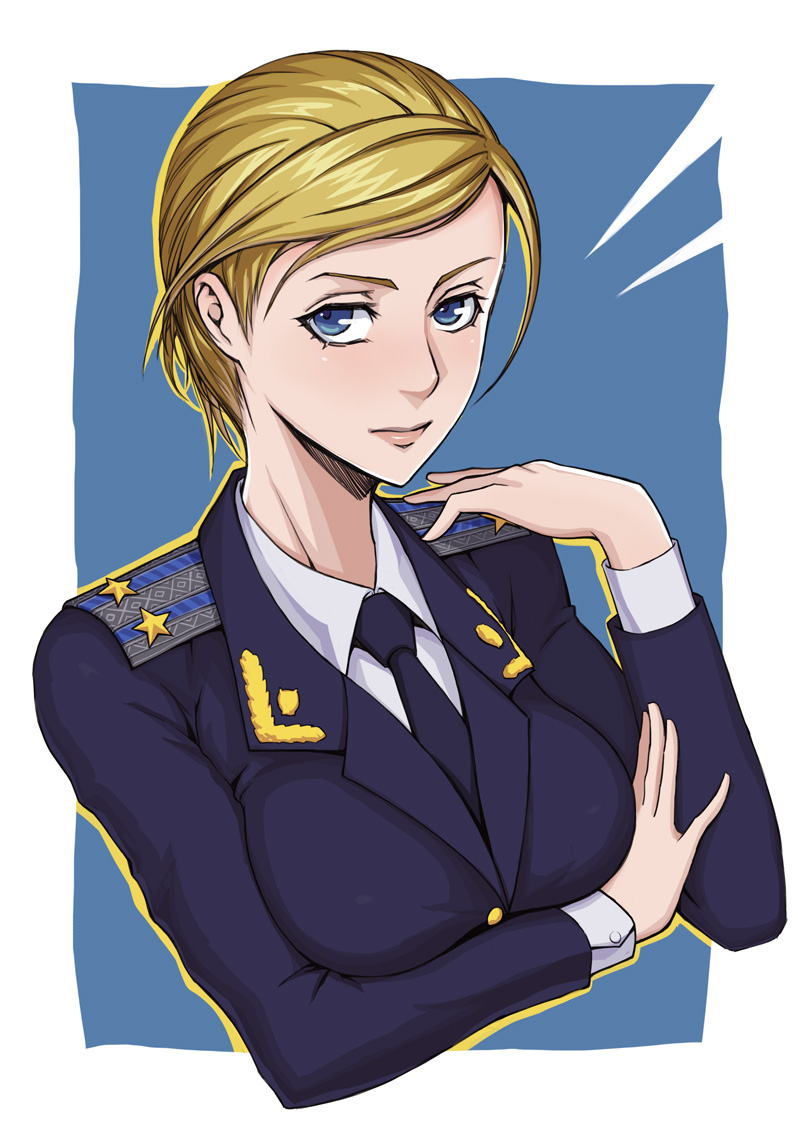
Natalya Poklonská zpodobněná tchajwanským výtvarníkem ve stylu manga

V roce 2014 byla jednou z nejvyhledávanějších osob ve východní Evropě, v se Rusku umístila na 7. místě a na Ukrajině na místě 8. Podle serveru Yandex byla po bývalé premiérce Tymošenkové druhou nejpopulárnější ženou Ukrajiny, dále čtvrtou nejpopulárnější ženou v Rusku.
Americký týdeník New York Observer a německý deník Die Welt popisovali Poklonskou jako sexsymbol.
Ihned po svém jmenování do funkce v březnu 2014, svolala Poklonská konferenci, jejíž záznam se dostal na internet a do měsíce ho zhlédlo 1,7 miliónu diváků. Video s názvem „New Attorney General of Crimea is beautiful“ (tj. „Nová generální prokurátorka Krymu je krásná“) se rozšířilo po východní Asii, především Číně a Japonsku. Do května 2014 ho vidělo přes 650 000 lidí. Následovala veliká odezva, například se na internetu vyrojila spousta fan-artů ve stylu anime a mangy, lidé se začali zajímat o soukromí Poklonské a z prokurátorky se stal prakticky internetový fenomén. Ona sama se této pozici brání, na poznámky o své popularitě v Číně a Japonsku reagovala slovy „Jsem právník, ne Pokémon.“

## Reakce na ruskou invazi na Ukrajinu
Po zahájení ruské invaze na Ukrajinu prohlásila, že si nepřeje, aby na Kyjev a další ukrajinská města padaly bomby. Rozpoznávací znak ruských invazních vojsk – písmeno Z – označila za symbol zármutku a tragédie pro oba národy. Následně čelila výzvám, aby se veřejně omluvila, a na Krymu zazněl návrh odebrat jí státní vyznamenání. Poklonská řekla, že vnímá změnu myšlení ruskojazyčného obyvatelstva na východě Ukrajiny mezi lety 2014 a 2022, kdy probíhala válka na Donbase a dále prohlásila, že Ukrajinci rozhodně nepřivítají Rusy květinami. Dle ruských médií se pak údajně účastnila dodávek humanitární pomoci do Ruskem okupovaných regionů na východní Ukrajině.
13. června 2022 pak byla za vyjádření, které nekopírovalo oficiální výkladovou linku o "speciální operaci" odvolána ze své tehdejší pozice. Ačkoliv byl její postoj mezi vysoce postavenými ruskými úředníky kontroverzní, Poklonská poděkovala prezidentovi Putinovi na sociálních sítích za "podporu a důvěru" a přijala místo poradkyně na nejvyšším státním zastupitelství. Tím byly ukončeny i její snahy stát se velvyslankyní na Ukrajině a Poklonská se z veřejného prostoru téměř zcela stáhla.

## Vyznamenání
Krym
- Řád za věrnost povinnosti – 13. března 2015

Rusko
- Císařský řád svaté velkomučednice Anastázie – 20. července 2014, později ocenění vrátila
- Náprsní odznak Hrdost vlasti – 22. února 2018
- Řád velkokněžny ctihodné mučednice Alžběty Fjodorovny – 19. května 2015
- Řád svaté carevny Alexandry Fjodorovny Všeruské – 1. července 2015
- Medaile za obětavou službu – 10. března 2015
- Medaile za zásluhy o ochranu ruských dětí – 27. ledna 2016
- Vyznamenání za přínos veteránskému hnutí – 20. listopadu 2014
- Řád svatého Jana Divotvůrce Šanghajského a Sanfranciského II. stupně – 2016, později odebrán

Další ocenění
- Indie: Čestné ocenění BRICS – 9. prosince 2019
- DLR: Čestný odznak za zásluhy o republiku – 2019
- LNR: Pamětní znak milosrdenství – 2019

## Knihy
- Oddanost víře a vlasti. Moskva: Svět knihy, 2018.
- Krymské jaro. Před a po. Petrohrad: Prospekt, 2019.